# Llista de colors
Llista parcial de colors amb la seva codificació en alguns sistemes de representació del color:

## A[1]
| Nom         | Color | Hexadecimal | RGB | RGB | RGB | CMYK          | HSV           |
| ----------- | ----- | ----------- | --- | --- | --- | ------------- | ------------- |
| Aiguamarina |       | #7FFFD4     | 127 | 255 | 212 | 50, 0, 17, 0  | 160, 50, 100  |
| Albercoc    |       | #FBCEB1     | 251 | 206 | 177 | 0, 18, 29, 2  | 30, 25, 87    |
| Amarant     |       | #E52B50     | 229 | 43  | 80  | 0, 81, 65, 10 | 345, 78, 64   |
| Ambre       |       | #FFBF00     | 255 | 191 | 0   | 1, 27, 100, 0 | 45, 100, 100  |
| Ametista    |       | #9966CC     | 153 | 102 | 204 | 49, 67, 0, 0  | 270, 50, 80   |
| Argentat    |       | #C0C0C0     | 192 | 192 | 192 | 0, 0, 0, 63   | 0, 0, 75      |
| Atzur       |       | #007FFF     | 0   | 127 | 255 | 79, 53, 0, 0  | 210, 100, 100 |

## B
| Nom             | Color | Hexadecimal | RGB | RGB | RGB | CMYK            | HSV           |
| --------------- | ----- | ----------- | --- | --- | --- | --------------- | ------------- |
| Beix            |       | #F5F5DC     | 245 | 245 | 220 | 0, 0, 10, 4     | 60, 10, 96    |
| Bistre          |       | #3D2B1F     | 61  | 43  | 31  | 0, 30, 49, 76   | 24, 49, 24    |
| Blanc           |       | #FFFFFF     | 255 | 255 | 255 | 0, 0, 0, 0      | 0, 0, 100     |
| Blat            |       | #F5DEB3     | 245 | 222 | 179 | 0, 9, 27, 4     | 39, 26, 96    |
| Blau            |       | #0000FF     | 0   | 0   | 255 | 255, 255, 0, 0  | 240, 100, 100 |
| Blau cel        |       | #77B5FE     | 110 | 181 | 254 | 53, 29, 0, 0    | 212, 99, 73   |
| Blau de cobalt  |       | #0047AB     | 0   | 71  | 171 | 100, 80, 1, 0   | 215, 100, 67  |
| Blau de França  |       | #318CE7     | 49  | 140 | 231 | 79, 39, 0, 9    | 210, 79, 91   |
| Blau de Prússia |       | #003153     | 0   | 49  | 83  | 100, 41, 0, 67  | 205, 100, 33  |
| Blau fosc       |       | #00008B     | 0   | 0   | 139 | 100, 100, 0, 45 | 240, 100, 55  |
| Blau marí       |       | #000080     | 0   | 0   | 128 | 100, 100, 0, 50 | 240, 100, 50  |
| Blau reial      |       | #002366     | 0   | 35  | 102 | 100, 66, 0, 60  | 219, 100, 40  |
| Blauet          |       | #003399     | 0   | 51  | 153 | 100, 67, 0, 40  | 220, 100, 60  |
| Bronze          |       | #CD7F32     | 205 | 127 | 50  | 12, 58, 88, 6   | 21, 155, 128  |
| Bru             |       | #993300     | 153 | 51  | 0   | 0, 67, 100, 40  | 20, 100, 60   |

## C
| Nom            | Color | Hexadecimal | RGB | RGB | RGB | CMYK             | HSV           |
| -------------- | ----- | ----------- | --- | --- | --- | ---------------- | ------------- |
| Camussa        |       | #F0DC82     | 240 | 220 | 130 | 7, 9, 60, 0      | 49, 46, 94    |
| Canyella       |       | #D2B48C     | 210 | 180 | 140 | 18, 28, 48, 0    | 34, 33, 82    |
| Caqui          |       | #C3B091     | 195 | 176 | 145 | 0, 10, 26, 24    | 37, 26, 76    |
| Cardenal       |       | #C41E3A     | 196 | 30  | 58  | 0, 85, 70, 23    | 350, 85, 77   |
| Carmesí        |       | #DC143C     | 220 | 20  | 60  | 0, 200, 160, 34  | 348, 91, 86   |
| Carmí          |       | #960018     | 150 | 0   | 24  | 25, 100, 100, 26 | 350, 100, 59  |
| Carnació       |       | #FEC3AC     | 254 | 195 | 172 | 0, 23, 32, 0     | 17, 98, 84    |
| Castany        |       | #954535     | 149 | 69  | 53  | 0, 54, 64, 42    | 10, 64, 58    |
| Castany rogenc |       | #CC8899     | 204 | 136 | 153 | 0, 33, 25, 20    | 345, 33, 80   |
| Celadont       |       | #2F847C     | 47  | 132 | 124 | 70, 0, 40, 35    | 174, 64, 52   |
| Ceruli         |       | #007BA7     | 0   | 123 | 165 | 87, 43, 18, 1    | 195, 100, 65  |
| Chartreuse     |       | #7FFF00     | 127 | 255 | 0   | 50, 0, 100, 0    | 90, 100, 100  |
| Cian           |       | #00FFFF     | 0   | 255 | 255 | 100, 0, 0, 0     | 180, 100, 100 |
| Cirera         |       | #DE3163     | 222 | 49  | 99  | 7, 95, 45, 0     | 343, 78, 87   |
| Corall         |       | #FF7F50     | 255 | 127 | 80  | 0, 128, 175, 0   | 16, 69, 100   |
| Coure          |       | #B87333     | 184 | 115 | 51  | 23, 59, 93, 8    | 29, 72, 72    |
| Crema          |       | #FFFDD0     | 255 | 253 | 208 | 0, 1, 18, 0      | 57, 18, 100   |

## E
| Nom       | Color | Hexadecimal | RGB | RGB | RGB | CMYK          | HSV         |
| --------- | ----- | ----------- | --- | --- | --- | ------------- | ----------- |
| Escarlata |       | #FF2400     | 255 | 36  | 0   | 0, 86, 100, 0 | 8, 100, 100 |

## F
| Nom    | Color | Hexadecimal | RGB | RGB | RGB | CMYK       | HSV         |
| ------ | ----- | ----------- | --- | --- | --- | ---------- | ----------- |
| Fúcsia |       | #E13571     | 225 | 53  | 113 | 0,76,50,12 | 339, 76, 88 |

## G
| Nom       | Color | Hexadecimal | RGB | RGB | RGB | CMYK            | HSV          |
| --------- | ----- | ----------- | --- | --- | --- | --------------- | ------------ |
| Glauc     |       | #6082B6     | 96  | 130 | 182 | 47, 29, 0, 29   | 216, 47, 71  |
| Granat    |       | #800000     | 128 | 0   | 0   | 0, 100, 100, 50 | 0, 100, 50   |
| Gris      |       | #AAAAAA     | 170 | 170 | 170 | 0, 0, 0, 33     | 0, 0, 67     |
| Gris fosc |       | #808080     | 128 | 128 | 128 | 0, 0, 0, 128    | 0, 0, 50     |
| Groc      |       | #FFFF00     | 255 | 255 | 0   | 0, 0, 100, 0    | 60, 100, 100 |

## H
| Nom        | Color | Hexadecimal | RGB | RGB | RGB | CMYK         | HSV          |
| ---------- | ----- | ----------- | --- | --- | --- | ------------ | ------------ |
| Heliotropi |       | #DF73FF     | 223 | 115 | 255 | 13, 55, 0, 0 | 286, 55, 100 |

## I
| Nom  | Color | Hexadecimal | RGB | RGB | RGB | CMYK           | HSV          |
| ---- | ----- | ----------- | --- | --- | --- | -------------- | ------------ |
| Indi |       | #4B0082     | 75  | 0   | 130 | 42, 100, 0, 49 | 275, 100, 51 |

## J
| Nom  | Color | Hexadecimal | RGB | RGB | RGB | CMYK          | HSV          |
| ---- | ----- | ----------- | --- | --- | --- | ------------- | ------------ |
| Jade |       | #00A86B     | 0   | 168 | 107 | 81, 12, 78, 1 | 158, 100, 66 |

## L
| Nom     | Color | Hexadecimal | RGB | RGB | RGB | CMYK          | HSV          |
| ------- | ----- | ----------- | --- | --- | --- | ------------- | ------------ |
| Lavanda |       | #B57EDC     | 181 | 126 | 220 | 18, 43, 0, 14 | 275, 43, 86  |
| Lila    |       | #C8A2C8     | 200 | 162 | 200 | 0, 19, 0, 22  | 300, 19, 78  |
| Llima   |       | #CCFF00     | 204 | 255 | 0   | 51, 0, 255, 0 | 72, 100, 100 |

## M
| Nom     | Color | Hexadecimal | RGB | RGB | RGB | CMYK            | HSV           |
| ------- | ----- | ----------- | --- | --- | --- | --------------- | ------------- |
| Magenta |       | #FF00FF     | 255 | 0   | 255 | 0, 100, 0, 0    | 300, 100, 100 |
| Malva   |       | #E0B0FF     | 224 | 176 | 255 | 12, 31, 0, 0    | 276, 31, 100  |
| Marró   |       | #993300     | 153 | 51  | 0   | 0, 100, 100, 50 | 0, 100, 50    |
| Morat   |       | #C54B8C     | 197 | 75  | 140 | 0, 62, 29, 23   | 285, 67, 70   |

## N
| Nom   | Color | Hexadecimal | RGB | RGB | RGB | CMYK         | HSV     |
| ----- | ----- | ----------- | --- | --- | --- | ------------ | ------- |
| Negre |       | #000000     | 0   | 0   | 0   | 0, 0, 0, 100 | 0, 0, 0 |

## O
| Nom      | Color | Hexadecimal | RGB | RGB | RGB | CMYK           | HSV          |
| -------- | ----- | ----------- | --- | --- | --- | -------------- | ------------ |
| Ocre     |       | #CC7722     | 204 | 119 | 34  | 0, 85, 170, 50 | 30, 83, 80   |
| Or       |       | #FFD700     | 255 | 215 | 0   | 0, 40, 255, 0  | 51, 100, 100 |
| Orquídia |       | #DA70D6     | 218 | 112 | 214 | 0, 49, 2, 15   | 302, 49, 85  |

## P
| Nom     | Color | Hexadecimal | RGB | RGB | RGB | CMYK           | HSV         |
| ------- | ----- | ----------- | --- | --- | --- | -------------- | ----------- |
| Panotxa |       | #CC5500     | 204 | 85  | 0   | 15, 78, 100, 4 | 25, 100, 80 |
| Porpra  |       | #6A0DAD     | 106 | 13  | 173 | 39, 92, 0, 32  | 275, 92, 68 |
| Préssec |       | #FFE5B4     | 255 | 229 | 180 | 0, 10, 29, 0   | 40, 29, 100 |
| Pruna   |       | #8E4585     | 142 | 69  | 133 | 0, 51, 6, 44   | 307, 51, 56 |

## R
| Nom  | Color | Hexadecimal | RGB | RGB | RGB | CMYK         | HSV          |
| ---- | ----- | ----------- | --- | --- | --- | ------------ | ------------ |
| Rosa |       | #FFC0CB     | 255 | 192 | 203 | 0, 25, 20, 0 | 350, 25, 100 |

## S
| Nom   | Color | Hexadecimal | RGB | RGB | RGB | CMYK            | HSV         |
| ----- | ----- | ----------- | --- | --- | --- | --------------- | ----------- |
| Salmó |       | #FF8C69     | 255 | 140 | 105 | 0, 45, 59, 0    | 14, 59, 100 |
| Sèpia |       | #704214     | 112 | 66  | 20  | 39, 69, 100, 41 | 30, 82, 44  |

## T
| Nom      | Color | Hexadecimal | RGB | RGB | RGB | CMYK          | HSV          |
| -------- | ----- | ----------- | --- | --- | --- | ------------- | ------------ |
| Taronja  |       | #FF6600     | 255 | 102 | 0   | 0, 60, 100, 0 | 24, 100, 100 |
| Turquesa |       | #30D5C8     | 48  | 213 | 200 | 62, 0, 31, 0  | 175, 77, 84  |

## V
| Nom          | Color | Hexadecimal | RGB | RGB | RGB | CMYK             | HSV           |
| ------------ | ----- | ----------- | --- | --- | --- | ---------------- | ------------- |
| Verd         |       | #008000     | 0   | 128 | 0   | 100, 0, 100, 50  | 120, 100, 50  |
| Verd maragda |       | #50C878     | 80  | 200 | 120 | 64, 0, 72, 0     | 140, 60, 78   |
| Verd oliva   |       | #808000     | 128 | 128 | 0   | 0, 0, 100, 50    | 60, 100, 50   |
| Verd veronès |       | #40826D     | 64  | 130 | 109 | 194, 77, 161, 28 | 161, 51, 51   |
| Vermell      |       | #FF0000     | 255 | 0   | 0   | 0, 100, 100, 0   | 0, 100, 100   |
| Vermell fosc |       | #8B0000     | 139 | 0   | 0   | 0, 100, 100, 0   | 0, 100, 50    |
| Vermelló     |       | #E34234     | 227 | 66  | 51  | 0, 71, 77, 11    | 5, 77, 89     |
| Vinca        |       | #C3CDE6     | 195 | 205 | 230 | 15, 11, 0, 10    | 223, 15, 90   |
| Violat       |       | #8000FF     | 128 | 0   | 255 | 50, 100, 0, 0    | 270, 100, 100 |
| Vori         |       | #FFFFF0     | 255 | 255 | 240 | 0, 0, 6, 0       | 60, 6, 100    |

## X
| Nom    | Color | Hexadecimal | RGB | RGB | RGB | CMYK          | HSV          |
| ------ | ----- | ----------- | --- | --- | --- | ------------- | ------------ |
| Xarxet |       | #008080     | 0   | 127 | 127 | 100, 0, 0, 50 | 180, 100, 50 |